# 荒牧町
荒牧町（あらまきまち）は、群馬県前橋市の地名。丁目表示のない荒牧町及び荒牧町一丁目、荒牧町二丁目、荒牧町三丁目、荒牧町四丁目が設置されている。郵便番号は、371-0044。2013年現在の面積は1.51km2。

## 地理
前橋市北部を南北に流れる桃ノ木川と広瀬川に挟まれた地域、および広瀬川の西側の地域が荒牧町となっている。北は関根町に、東は日輪寺町、南橘町、青柳町に、南は上小出町、敷島町に、西は川原町に接する。中央を南北に広瀬川と国道17号が貫き、北部には上毛大橋に通じる群馬県道161号南新井前橋線、南東部には渋川市方面と伊勢崎市方面の抜け道となっている群馬県道76号前橋西久保線が通る。
国道17号沿いにはロードサイド型の飲食店やスーパーマーケット、ホームセンター等の商業施設が集積しており、また、町内に群馬大学の荒牧キャンパスを有するためか、学生向けの安価なアパートが数多く存在する。
町域のほとんどは宅地化されているが、スプロール現象が発生しており、南部では住宅街の中に水田が見られる。

### 河川
- 広瀬川
- 桃ノ木川

## 歴史
鎌倉時代頃からある地名である。明治期以前は勢多郡に属しており、前橋藩領だった。

### 年表
- 1872年（明治5年） - 大区小区制により、6月に関根村、川端村、日輪寺村、上小出村とともに第三大区第一小区に属す[6]。
- 1873年（明治6年） - 桃川小学校開校。
- 1878年（明治11年） - 郡区町村編制法の発布により、南勢多郡に属す。
- 1889年（明治22年） - 町村制施行により、上小出村、下小出村、北代田村、下細井村、上細井村、龍造寺村、青柳村、日輪寺村、川端村、荒牧村、川原島新田、関根村、田口村の13か村が合併し、南勢多郡南橘村が成立する。
- 1896年（明治29年） - 郡統合により、勢多郡に属する。
- 1954年（昭和29年） - 9月1日に勢多郡南橘村が前橋市に編入され、同市荒牧町となる。
- 1970年（昭和45年） - 群馬大学教育学部および教養部が日吉キャンパスより移転。
- 1973年（昭和48年） - 荒牧小学校開校。
- 1983年（昭和58年） - 3月25日に荒牧土地区画整理事業が換地となり、当町のうち同事業区域が荒牧町四丁目、関根町三丁目となる。
- 2012年（平成24年） - 9月28日に北部第三土地区画整理事業が換地となり、荒牧町一丁目、荒牧町二丁目、荒牧町三丁目が設置され、一部が上小出町三丁目となる。

## 世帯数と人口
2017年（平成29年）8月31日現在の世帯数と人口は以下の通りである。
| 丁目・町丁   | 世帯数    | 人口    |
| ------------ | --------- | ------- |
| 荒牧町       | 866世帯   | 1,757人 |
| 荒牧町一丁目 | 607世帯   | 1,383人 |
| 荒牧町二丁目 | 685世帯   | 1,411人 |
| 荒牧町三丁目 | 219世帯   | 499人   |
| 荒牧町四丁目 | 172世帯   | 392人   |
| 計           | 2,549世帯 | 5,442人 |

## 小・中学校の学区
市立小・中学校に通う場合、学区は以下の通りとなる。
| 丁目         | 番地                   | 小学校             | 中学校             |
| ------------ | ---------------------- | ------------------ | ------------------ |
| 荒牧町       | 一部（国道17号線以西） | 前橋市立荒牧小学校 | 前橋市立南橘中学校 |
| 荒牧町       | 一部（国道17号線以東） | 前橋市立桃川小学校 | 前橋市立南橘中学校 |
| 荒牧町一丁目 | 全域                   | 前橋市立桃川小学校 | 前橋市立南橘中学校 |
| 荒牧町二丁目 | 全域                   | 前橋市立荒牧小学校 | 前橋市立南橘中学校 |
| 荒牧町三丁目 | 全域                   | 前橋市立荒牧小学校 | 前橋市立南橘中学校 |
| 荒牧町四丁目 | 全域                   | 前橋市立荒牧小学校 | 前橋市立南橘中学校 |

## 交通

### 鉄道
同町に鉄道駅はない。

### バス
関越交通が、前橋駅～渋川駅の間にバス路線を開業させており、町内の国道17号上にバス停が設置されている。

### 道路
- 国道17号
- 国道291号（全区間が国道17号との重複区間）
- 群馬県道76号前橋西久保線
- 群馬県道161号南新井前橋線

## 施設

### 商業施設
- ニトリ前橋店
- フレッセイ荒牧店（ダイソー併設）
- セリア前橋店
- TSUTAYA前橋荒牧店
- ミニストップ前橋荒牧店
- びっくりドンキー前橋荒牧店

### 文教施設
- 群馬大学荒牧キャンパス
- 前橋市立荒牧小学校
- 前橋市立桃川小学校
- 群馬朝鮮初中級学校
- 群馬県青少年会館